# Cá voi mõm khoằm Gray

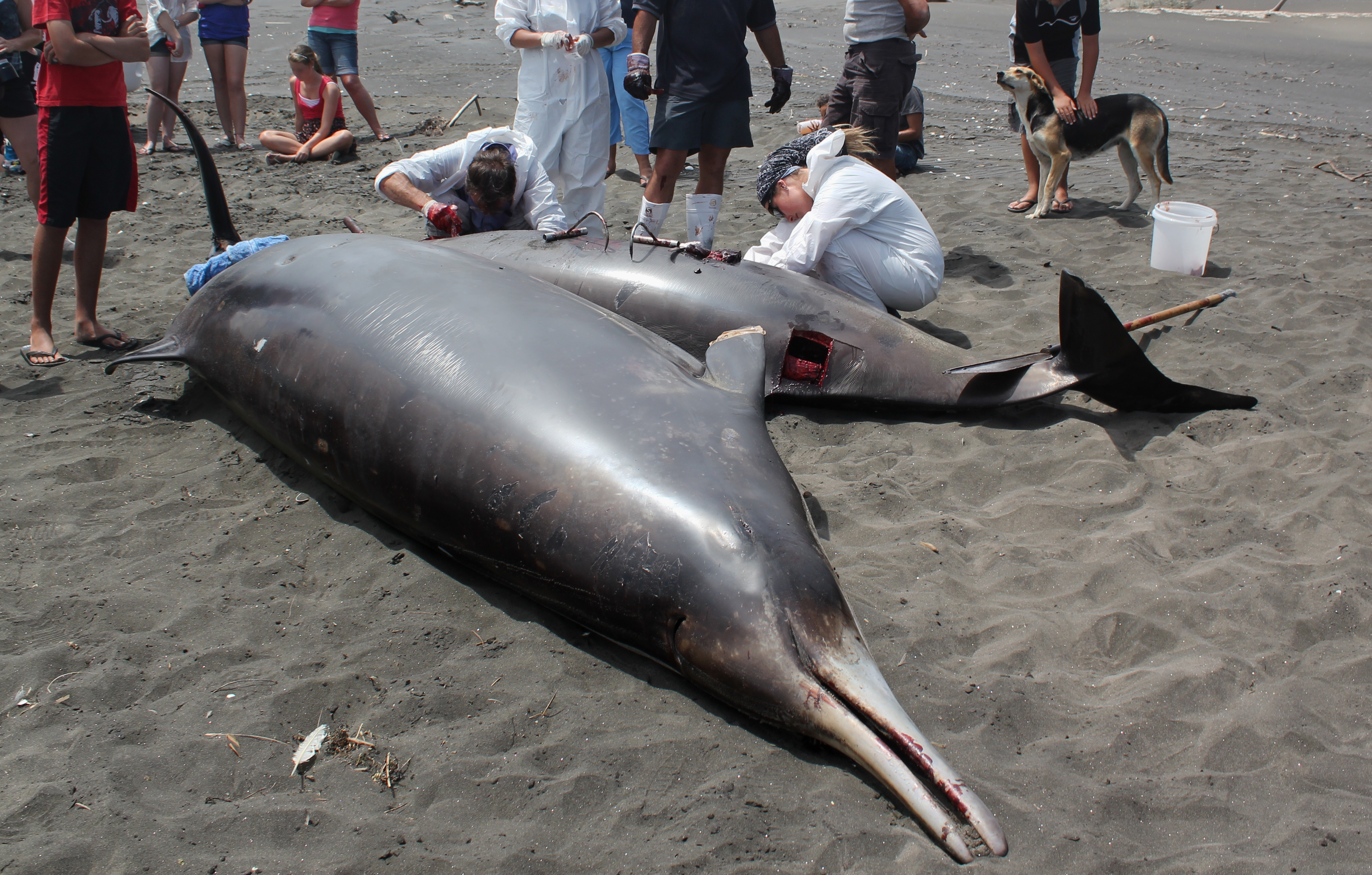
Cá voi mõm khoằm Gray mắc cạn

Cá voi mõm khoằm Gray (danh pháp khoa học: Mesoplodon grayi) là một loài cá voi có răng. Chúng là loài được người ta biết đến nhiều hơn của chi Mesoplodon. Danh pháp khoa học đặt theo John Edward Gray, một nhà động vật học tại Bảo tàng Anh. Loài này thường sống ở Nam bán cầu giữa 30 và 45 độ. Nhiều loài đi lang thang đến ngoài khơi New Zealand, và một số con khác hiện diện ngoài khơi Australia, Nam Phi, Nam Mỹ, và quần đảo Falkland. Loài này đã được nhìn thấy trong các nhóm ngoài khơi bờ biển Madagascar và trong khu vực Nam Cực. Nhưng kỳ lạ, đã một mẫu vật bị mắc kẹt ngoài khơi Hà Lan, trong một bán cầu khác và cách xa hàng ngàn dặm từ tất cả các khu vực mắc cạn khác. Người ta chưa ước tính tổng số lượng còn tồn tại, nhưng chúng được cho là khá phổ biến.

## Hình ảnh

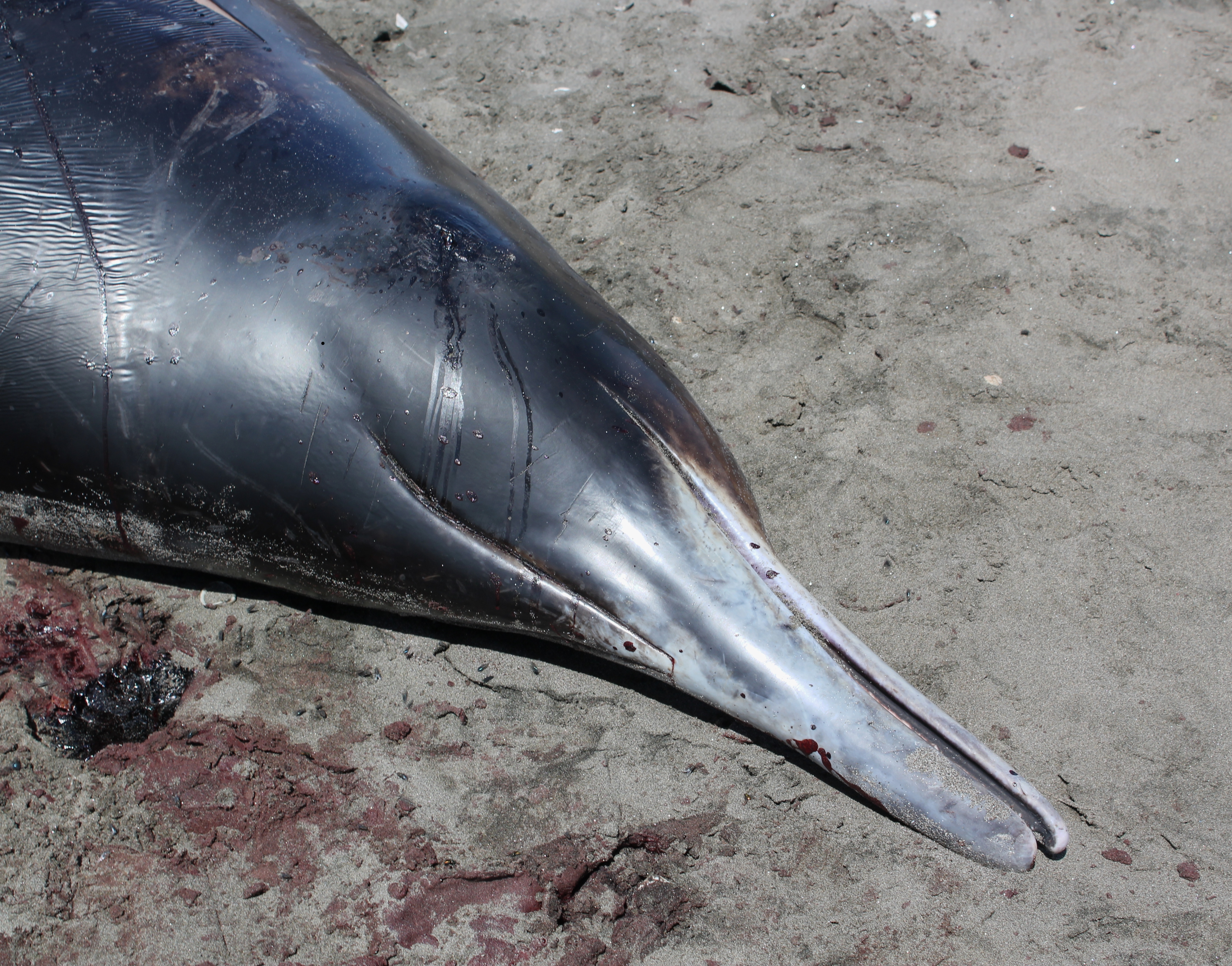
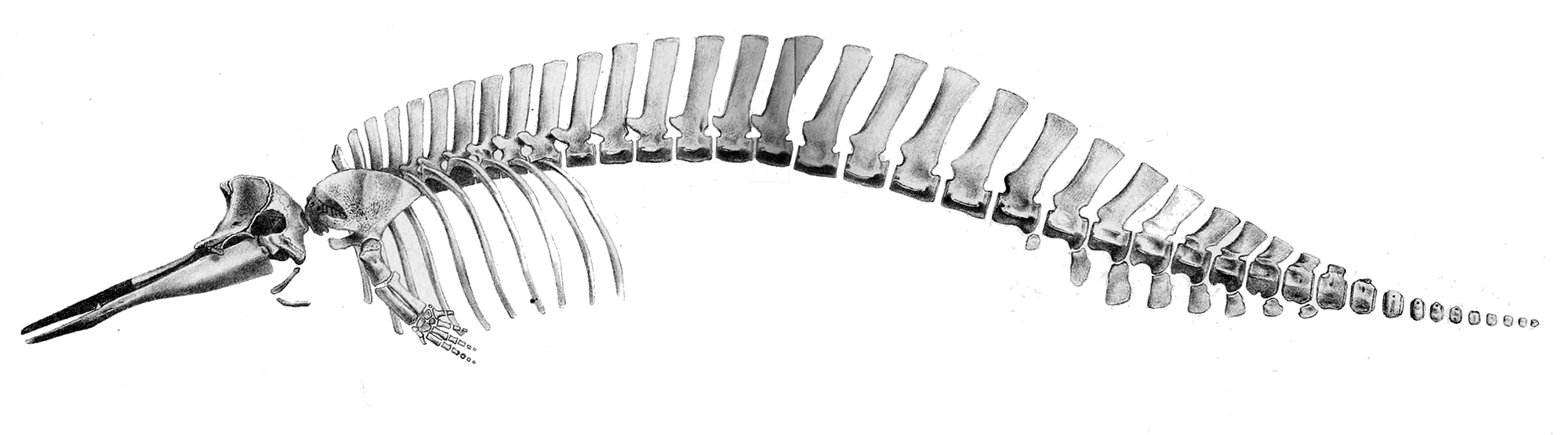
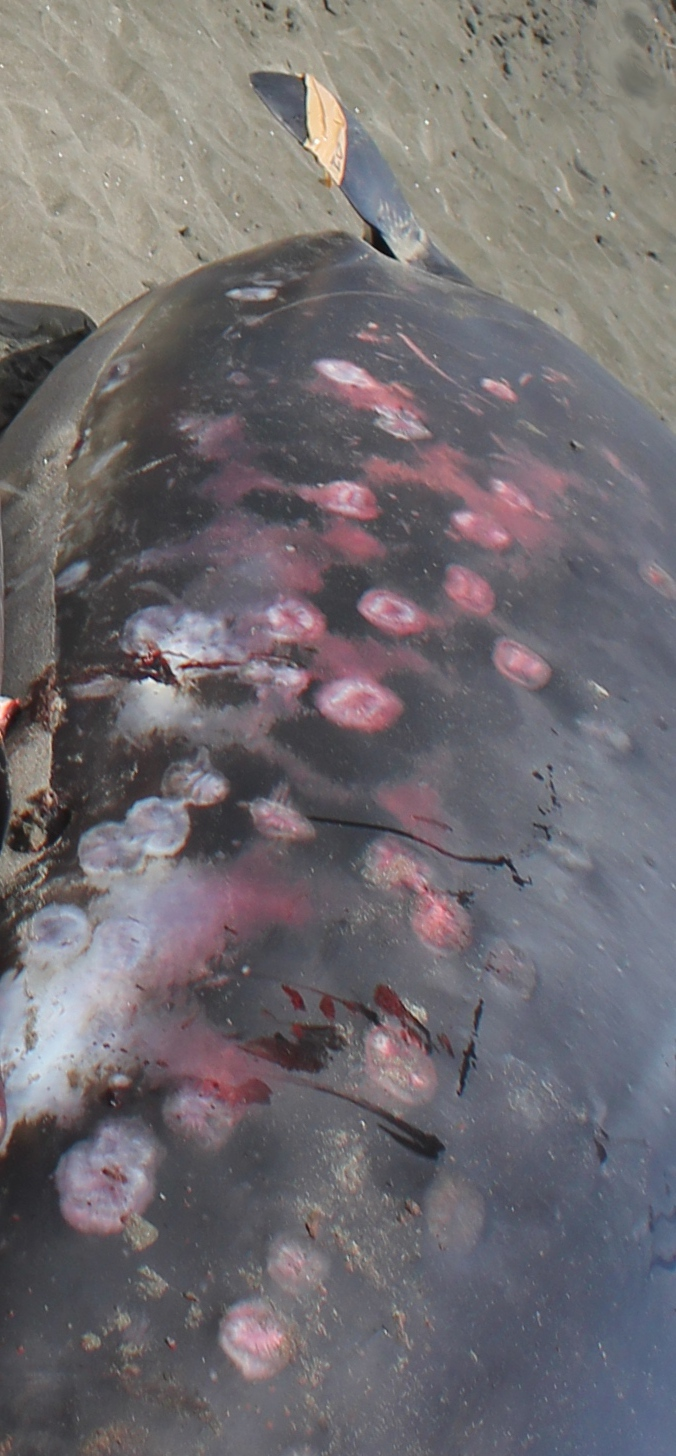
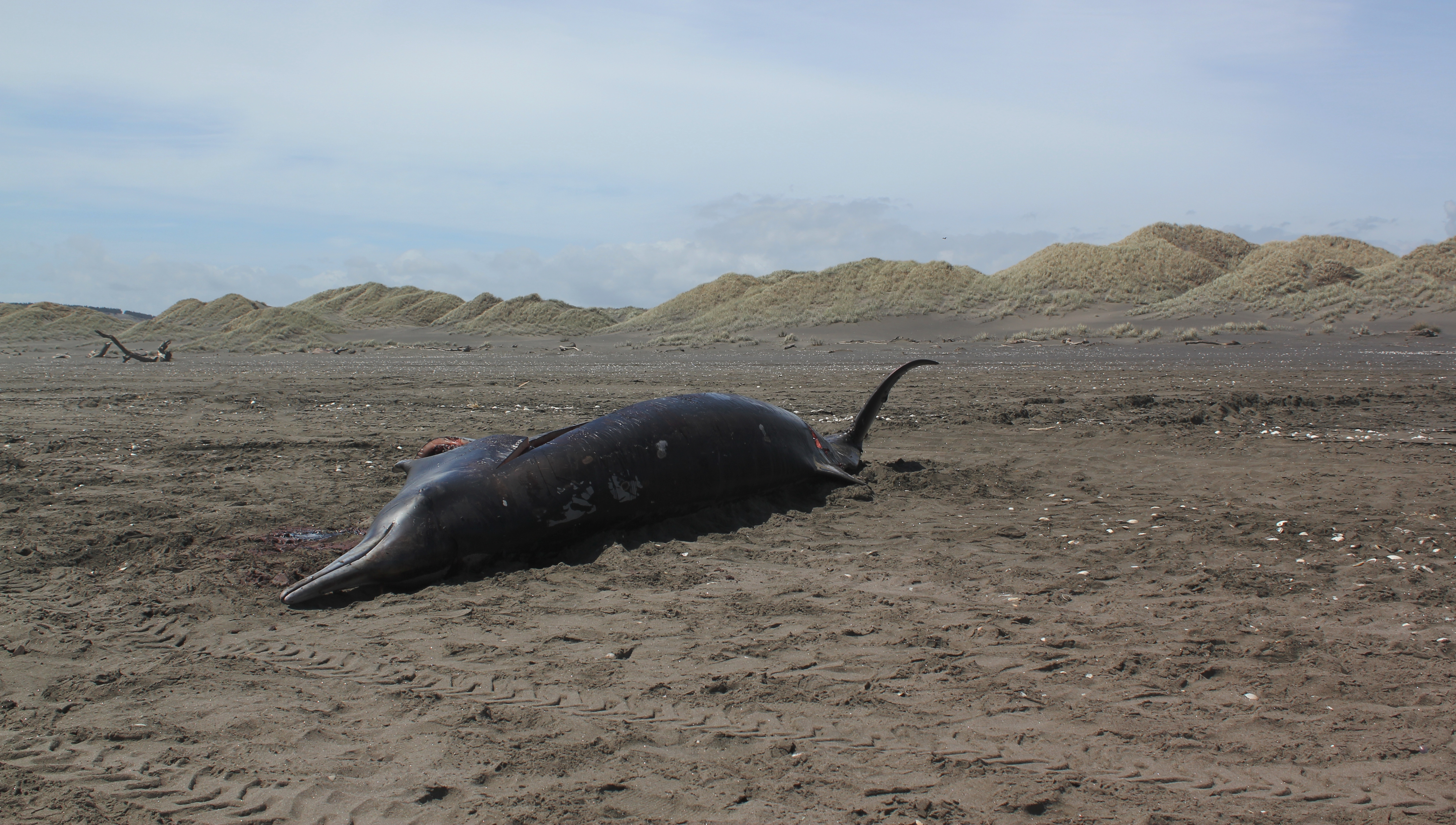